# Patrícya Travassos
Patrícia de Resende Travassos (Río de Janeiro, 1 de mayo de 1955) es una actriz, presentadora, guionista, escritora y compositora brasileña.
Comenzó en la década de 1970, en el grupo de teatro Asdrúbal Trouxe o Trombone, al lado de Regina Casé, Luís Fernando Guimarães, Perfeito Fortuna y Evandro Mesquita, creando y actuando en las piezas Trate-me Leão y Aquela Coisa Toda. En los años 80, compuso canciones y dirigió los espectáculos de la banda de rock Blitz y otros cantantes, como la banda Sempre Livre.
Como actriz, participó en varias telenovelas de la Rede Globo como Brega & Chique (1987), Bebê a Bordo (1988), Vamp (1991), La próxima víctima (1995), As Filhas da Mãe (2001), entre otras.

## Vida personal
La actriz cambió su nombre de Patrícia a Patrícya, por su numerología.
En 1977 comenzó a salir con el actor y cantante Evandro Mesquita, con quien se casó en 1980 y se separó en 1987. Después de haber entrado por dos años al director Euclydes Marinho, con quien tuvo un hijo, Nicolau, nacido en 1989.
En 1995 comenzó a salir con el productor polaco Diduche Worcman, con quien se casó en 1997 y permaneció con él hasta su muerte en 2004.
En 2005 se casó con el productor musical Liminha, permaneciendo con él hasta 2009.